# Tamsica
Tamsica là một chi bướm đêm thuộc họ Crambidae.

## Các loài
- Tamsica floricolens (Butler, 1883)
- Tamsica geralea (Meyrick, 1899)
- Tamsica homodora (Meyrick, 1899)
- Tamsica hyacinthina (Meyrick, 1899)
- Tamsica hydrophila (Butler, 1882)
- Tamsica oxyptera (Meyrick, 1888)